# Propolyxenus lawrencei
Propolyxenus lawrencei är en mångfotingart som beskrevs av Bruno Condé 1949. Propolyxenus lawrencei ingår i släktet Propolyxenus och familjen penseldubbelfotingar. Inga underarter finns listade i Catalogue of Life.